# Kviteseid
Kviteseid – norweskie miasto i gmina leżąca w regionie Telemark.
Kviteseid jest 155. norweską gminą pod względem powierzchni.

## Demografia
Według danych z roku 2005 gminę zamieszkuje 2598 osób, gęstość zaludnienia wynosi 3,66 os./km². Pod względem zaludnienia Kviteseid zajmuje 297. miejsce wśród norweskich gmin.
| ludność stan na 1 stycznia 2005 |         |           |       |
|                                 | kobiety | mężczyźni | razem |
| osób                            | 1303    | 1295      | 2598  |
| %                               | 50,15%  | 49,85%    | 100%  |

| wykształcenie stan na 1 października 2004 |        |         |        |        |
|                                           | podst. | średnie | wyższe | niezn. |
| osób                                      | 487    | 1228    | 364    | 55     |
| %                                         | 22,82% | 57,54%  | 17,06% | 2,58%  |

## Edukacja
Według danych z 1 października 2004:
- liczba szkół podstawowych (norw. grunnskolar): 4
- liczba uczniów szkół podst.: 325

## Władze gminy
Według danych na rok 2011 administratorem gminy (norw. rådmann) jest Hans Bakke, natomiast burmistrzem (norw. ordfører, d. borgermester) jest Torstein Einar Tveito.